# 赖因霍尔德·波默
赖因霍尔德·波默（德語：Reinhold Pommer，1935年1月6日—2014年3月26日），德国男子自行车运动员。他曾代表德国联队参加1956年夏季奥林匹克运动会自行车比赛，获得公路自行车男子团体计时赛铜牌。